# Einsame Geister
Einsame Geister ist ein US-amerikanischer Zeichentrick-Kurzfilm von Burt Gillett aus dem Jahr 1937. Er zeigt Micky Maus, Goofy und Donald Duck als Geisterjäger.

## Handlung
Vier Geister in einem Spukhaus haben Langeweile und engagieren die Ajax Ghost Exterminators Micky Maus, Donald Duck und Goofy, um jemanden zum Erschrecken zu haben, da niemand das Haus seit längerem betreten hat. Das engagierte Geisterjäger-Team klopft an, doch niemand antwortet. Micky drückt die Tür ein und diese fällt ins Haus. Als die drei das Haus betreten, fliegt die Tür wieder an ihren Platz und sperrt sie ein. Eine Rattenfalle löst sich und landet auf Goofys Nase. Es ertönt Gelächter.
Die Geisterjäger beschließen, die Geister einzukreisen, und trennen sich. Micky erwischt es als erstes. Er rennt hinter einem Geist her. Als er eine der Türen öffnet, strömt Wasser aus der Tür und die Geister fahren mit Surfboard und Motorboot über Micky. Donald wird mit einem Holzbalken verprügelt. Anschließend wird er durch Kettengerassel und Geschirrgeklimper erschreckt. Als er eines Geistes habhaft wird, versucht er, ihn zu schlagen, doch der Geist spritzt Wasser in sein Gesicht. Goofy wird von einem Geist im Spiegel in die Irre geführt. Als er versucht, den Geist zu erwischen, bleibt er in einer Kommode stecken und wird in das Kellergewölbe gezerrt.
Alle drei stürzen die Kellertreppe hinunter und fallen in eine Masse aus Melasse, Mehl und Sirup. Sie verfangen sich darin und sehen nun selbst aus wie Geister. Dies erschreckt die vier richtigen Geister, die panikartig die Flucht ergreifen.

## Hintergrund
Der Film erschien am 24. Dezember 1937, drei Tage nach der Premiere von Disneys erstem Langfilm Schneewittchen und die sieben Zwerge, im Verleih von RKO Radio Pictures. Zu jener Zeit war der Geisterfilm gerade in Mode. Ein englischer Alternativtitel ist Ghost Exterminater. Über die Jahre entwickelte sich der Cartoon zu einem Disney-Klassiker, der sich häufig auf Halloween-Kompilationen von Disney fand.
In Deutschland erschien 1977 eine gekürzte Version auf Super 8 unter dem Titel Micky und die Gespenster. Des Weiteren wurde der Film auf diversen Kompilationen veröffentlicht sowie in der Reihe Disneys Classic Cartoons im Disney Club.

## Verbindungen zu anderen Werken
- Die Geister sind in weiteren Disney-Produktionen zu sehen, so in der Zeichentrickserie Bonkers, der listige Luchs von Hollywood, Mickys Clubhaus, Sing Me a Story with Belle und Die wunderbare Welt von Micky Maus.[4]
- Sie sind außerdem Bestandteil mehrerer Videospiele von Disney, so unter anderem Disney's Magical Quest (1992), Mickey Mania (1994), Disney's Magical Mirror Starring Mickey Mouse (2002) und  Micky Epic (2019).
- Die vier Geister erhielten später die Namen Jasper, Grubb, Boo und Moss.[4]
- An einer Stelle des Cartoons sagt Goofy: „I ain’t a scared of no ghost“. Es wird angenommen, dass die Textzeile „I ain’t afraid of no ghost“ in Ray Parker, Jr.’s Ghostbusters, dem Titellied zu Ghostbusters – Die Geisterjäger (1984), von diesem Ausspruch beeinflusst wurde.[4]